# Heinz-Georg Klös

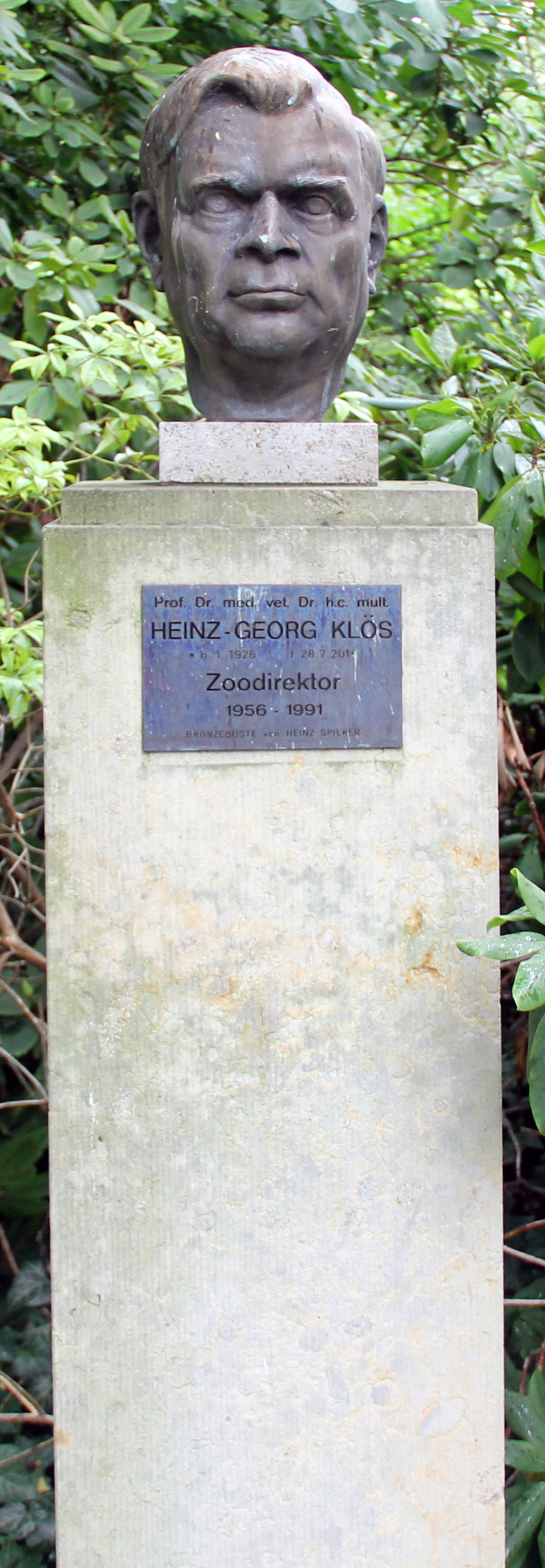
Büste im Zoologischen Garten Berlin

Heinz-Georg Klös (* 6. Januar 1926 in Elberfeld; † 28. Juli 2014  in Berlin) war ein deutscher Veterinärmediziner und Buchautor. Er war von 1956 bis 1991 Direktor des Berliner Zoologischen Gartens.

## Leben
Heinz-Georg Klös wuchs als Sohn des Chemikers Heinrich Klös in der Nähe des Wuppertaler Zoos auf. Schon als Fünfjähriger war er vom Beruf des Zoodirektors fasziniert. Mit 14 Jahren erwarb Klös erste praktische Tierpflegeerfahrung im Zoo seiner Heimatstadt Wuppertal. Weitere Praktika in verschiedenen Zoos (u. a. im Zoo Frankfurt), aber auch beim Zirkus folgten in späteren Jahren. Klös wurde als Luftwaffenhelfer, zum Reichsarbeitsdienst und zur Wehrmacht eingezogen. Nach der Entlassung aus der britischen Kriegsgefangenschaft legte er am Elberfelder Gymnasium auf Grundlage eines provisorischen „Reifevermerks“ zunächst das Abitur ab, war von 1945 bis 1947 Volontär im Zoologischen Garten Wuppertal und studierte dann von 1947 bis 1952 an der Justus-Liebig-Universität in Gießen Veterinärmedizin. Seine Promotion zum Dr. med. vet. erfolgte 1953 mit einer Dissertation über Vergleichende Untersuchungen über die Wirkung von Digitalisglycosiden <g-Strophantin, Digoxin, Boviea und Digitoxin> auf die glatte Muskulatur des Darmes und Uterus des Meerschweinchens vor und nach Blockade der Ganglien mit d-Tubocurarinchlorid mit der Note summa cum laude. Während seiner Studentenzeit wurde Klös am 21. Juli 1950 als freier Mitarbeiter des General-Anzeigers der Stadt Wuppertal Zeuge des Sturzes des Zirkus-Elefanten „Tuffi“ aus der Wuppertaler Schwebebahn in die Wupper. 1953 wurde er wissenschaftlicher Assistent am Zoologischen Garten in Wuppertal.
Im April 1954 begann Klös seine tiergärtnerische Laufbahn als damals jüngster Zoodirektor Deutschlands im Tierpark Osnabrück. Einem Ruf an den Zoo Leipzig folgte er aufgrund der politischen Situation nicht, sondern trat auf Empfehlung von Bernhard Grzimek am 27. Dezember 1956 die Nachfolge von Katharina Heinroth als wissenschaftlicher Direktor des Berliner Zoologischen Gartens an. Zeitgleich wurde er Mitglied des Vorstandes der Zoologischer Garten Berlin AG und zum 1. Januar 1969 deren Vorstandsvorsitzender. Ab 1960 war er Lehrbeauftragter für Zootierzucht und -haltung an der Veterinärmedizinischen Fakultät der FU Berlin. Unter Klös’ Leitung wurde der im Krieg schwer zerstörte Zoo weiter aufgebaut, modernisiert und erweitert. Am 31. August 1991 wechselte Klös vom Vorstand in den Aufsichtsrat der Zoologischer Garten Berlin AG, dem er bis 2006 angehörte. Dem Aufsichtsrat der Tierpark Berlin-Friedrichsfelde GmbH gehörte er vom 15. April 1991 bis 11. April 2001 als Vorsitzender an. Heinz-Georg Klös war evangelisch, Rotarier und lebte zusammen mit seiner Frau Ursula Klös, geborene Duske (1933–2022), in der Nähe des Berliner Zoos. Seine letzte Ruhestätte fand er auf dem Friedhof Heerstraße. Aus der 1956 geschlossenen Ehe gingen die Töchter Ursula Klös und Susanne Schwarz, geborene Klös, und der Sohn Heiner hervor. Heiner Klös ist als Kurator für Raubtiere im Berliner Zoo tätig.

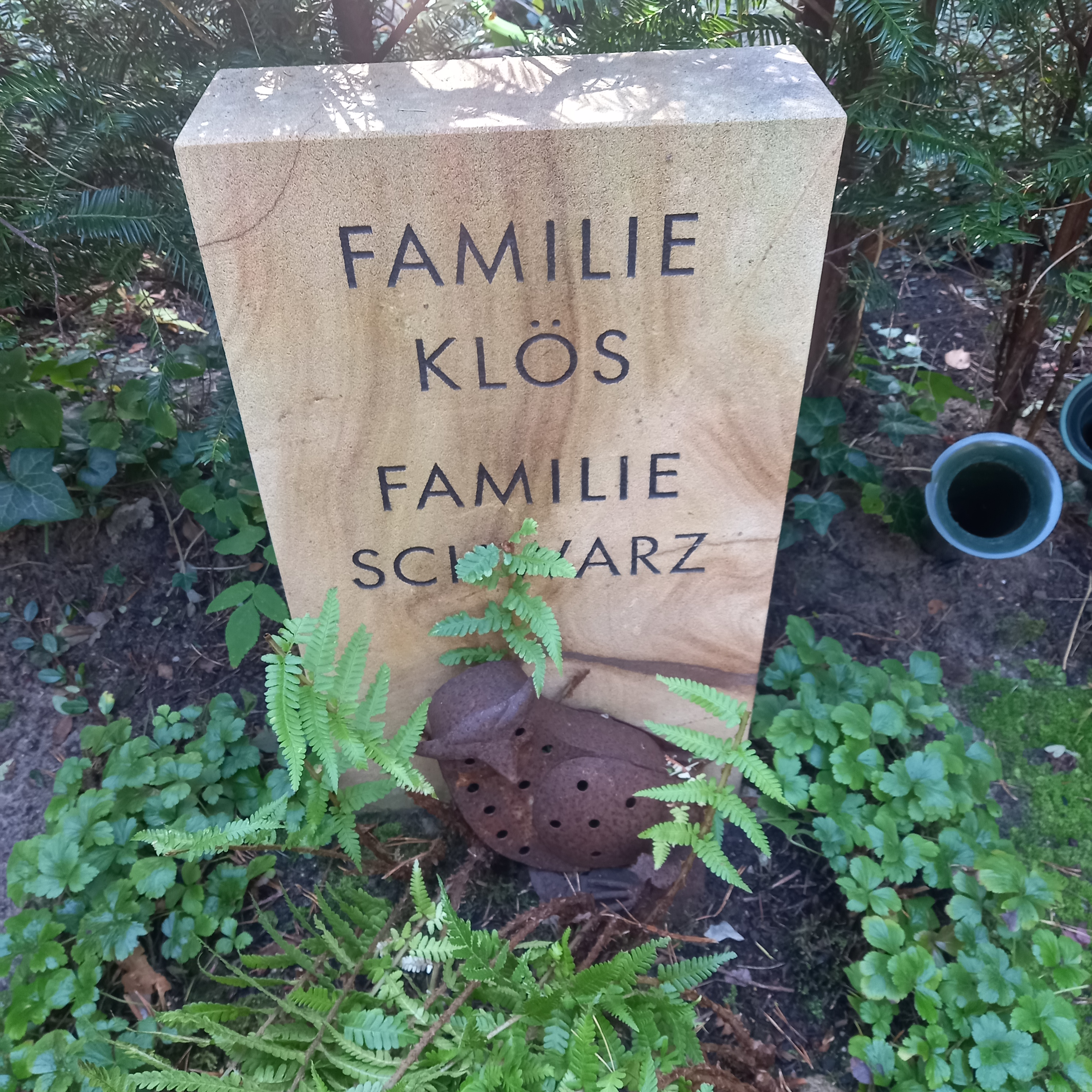
Das Grab von Heinz-Georg Klös auf dem Friedhof Heerstraße in Berlin

## Leistungen
Unter Heinz-Georg Klös entstanden im Zoo Berlin zahlreiche Tierhäuser, so u. a. das Haus für Menschenaffen und Niedere Affen (1958), ein Vogelhaus (1960), ein Nashornhaus (1964), ein Raubtierhaus (1974) mit einer Nachttierabteilung nach einem Entwurf von Ursula Klös aus dem Jahr 1975. Zwischen 1978 und 1983 konnte das Aquarium generalsaniert und 1980 durch das Landschaftsaquarium erweitert werden. Während Klös’ Direktorat gelang dem Berliner Zoo die Welterstzucht des James-Flamingos (1989), der Großtrappe (1964) und des Berg-Anoas (1972) sowie die deutsche Erstzucht des Grauwangenhornvogels (1977), der Eulenkopfmeerkatze (1960), des Rosaflamingos (1963), des Chileflamingos (1965), des Andenflamingos (1975) und der Östlichen Vollbartmeerkatze (1961).
Klös gab gemeinsam mit Hans Frädrich von 1977 bis 2002 die Zeitschrift Bongo des Berliner Zoos heraus. Zudem wirkte er 1968 als Mitherausgeber von Grzimeks Tierleben. Er war von 1960 bis 1977 im Vorstand des Verbandes Deutscher Zoodirektoren tätig, davon 1969 bis 1971 als Präsident. Von 1996 bis 2008 wirkte er als Wissenschaftlicher Beirat der Heinz-Sielmann-Stiftung und richtete 2005 die von der Deutschen Veterinärmedizinischen Gesellschaft verwaltete Ursula-und-Heinz-Georg-Klös-Stiftung ein. Die Stiftung vergibt alle zwei Jahre den „Ursula-und-Heinz-Georg-Klös-Preis“, einen Nachwuchs-Forschungspreis für herausragende wissenschaftliche Leistungen in der Zootier-, Wildtier- und Exotenmedizin, der im Rahmen des Jahreskongresses der „Deutschen Gesellschaft für Zootier-, Wildtier- und Exotenmedizin ZWE-DVG“ verliehen wird. Die Ausschreibung findet sich unter anderem in den veterinärmedizinischen Printmedien. Die Veterinärmedizinische Fakultät der Universität Leipzig verleiht den Heinz-Klös-Preis für die beste klinische Dissertation.

## Ehrungen, Ehrenstellungen und Auszeichnungen
- 1970: Ernennung zum Honorarprofessor durch die Veterinärmedizinische Fakultät der Freien Universität Berlin
- Präsident der International Union of Directors of Zoological Gardens
- Vorsitzender vom Bund der Vogelfreunde und vom Volksbund Naturschutz Berlin
- 1974: Bundesverdienstkreuz Erster Klasse
- 1982: Großes Bundesverdienstkreuz
- 1982: Verleihung der Wilhelm-Pfeiffer-Medaille durch den Fachbereich Veterinärmedizin und Tierzucht der Justus-Liebig-Universität Gießen
- 1984: Verleihung der „Golden Conservation Medal“ durch die Zoological Society of San Diego
- 1986: Großes Verdienstkreuz mit Stern
- 1986: Ernennung zum „Ritter Commandeur der Goldenen Arche“ durch WWF-Präsident Prinz Bernhard der Niederlande
- 1998: Verleihung des Ordens „Francisco de Miranda“ Erster Klasse durch den Präsidenten von Venezuela
- 1990: Verleihung der Ehrendoktorwürde der Veterinärmedizinischen Fakultät der Humboldt-Universität zu Berlin
- 1991: Ernst-Reuter-Plakette, durch den Berliner Senat verliehen
- 1991: Konrad-Lorenz-Medaille des Wiener Volksbildungswerks
- 1991: Oskar-Röder-Ehrenplakette, durch die Veterinärmedizinische Fakultät Leipzig verliehen
- 1992: Ehrenmedaille der Veterinärmedizinischen Universität Brno
- 1993: Ehrenmedaille der Polnischen Gesellschaft für Veterinärmedizinische Wissenschaften
- 1994: Heinz-Sielmann-Ehrenpreis der Heinz Sielmann Stiftung
- 1997: Ernennung zum Ehrenmitglied der Deutschen Veterinärmedizinischen Gesellschaft
- 1998: Verleihung der Ehrendoktorwürde durch die Veterinärmedizinische Fakultät der Universität Leipzig
- 2000: Verleihung der Würde eines „Stadtältesten von Berlin“
- 2000: Ernennung zum Ehrenpräsident der Europäischen Gesellschaft für Säugetierschutz

Heinz-Georg Klös war Ehrenvorsitzender des Aufsichtsrates der Tierpark Berlin-Friedrichsfelde GmbH und Ehrenmitglied des Aufsichtsrates der Zoologischer Garten Berlin AG.

## Veröffentlichungen (Auswahl)
- 1961: als Übersetzer mit Ursula Klös: Peter Scott: Das Wassergeflügel der Welt. Ein farbiger Bestimmungsschlüssel.
- 1969: Von der Menagerie zum Tierparadies. 125 Jahre Zoo Berlin.
- 1971: Paradies für wilde Tiere.
- 1976: mit Ernst Michael Lang: Zootierkrankheiten.
- 1978: Berlin und sein Zoo.
- 1981: Die Berliner und ihre Tiere.
- 1983: als Hrsg.: Der Urwald unterm Glasdach.
- 1990: mit Ursula Klös: Der Berliner Zoo im Spiegel seiner Bauten 1841–1989.
- 1994: mit Hans Frädrich und Ursula Klös: Die Arche Noah an der Spree. 150 Jahre Zoologischer Garten in Berlin.
- 1995: mit Reinhard Göthenboth: Krankheiten der Zoo- und Wildtiere.
- 1997: Freundschaft mit Tieren. Der Altdirektor des Zoologischen Gartens Berlin erzählt.
- 1998: L. C. Rookmaaker: The Rhinoceros in Captivity.